# Sīrdarreh
Sīrdarreh (persiska: سيردَرِّه) är en ort i Iran.   Den ligger i provinsen Hamadan, i den nordvästra delen av landet, 300 km väster om huvudstaden Teheran. Sīrdarreh ligger 1 660 meter över havet och antalet invånare är 500.
Terrängen runt Sīrdarreh är huvudsakligen kuperad, men österut är den platt.Runt Sīrdarreh är det ganska tätbefolkat, med 90 invånare per kvadratkilometer. Närmaste större samhälle är Sarmast, 19,9 km söder om Sīrdarreh. Trakten runt Sīrdarreh består till största delen av jordbruksmark.